# Anas Aremeyaw Anas
Anas Aremeyaw Anas (Accra, finals de la dècada del 1970) és un periodista d'investigació ghanès. És conegut per la utilització de l'anonimat. Molt poques persones havien vist la seva cara fins que es va "desemmascarar" en una entrevista amb la BBC el novembre de 2015, encara que va resultar ser una pròtesi. Se centra en qüestions de drets humans i la lluita contra la corrupció a Ghana i a l'Àfrica subsahariana.
Anas va créixer en una caserna militar. Va estudiar a la Universitat de Ghana. Després de graduar-se, va rebutjar una oferta per treballar com a reporter pel diari Ghanaian Times i va entrar a formar part del diari Crusading Guide el 1998. El seu director, Kweku Baako Jnr, acabava de sortir de la presó el mateix any.
Anas ha guanyat més de catorze premis internacionals pel seu treball d'investigació. Un sondeig d'E.tv Ghana va situar-lo el 2011 com el cinquè ghanès més influent, i va ser nomenat com un dels "africans més influents de l'any" per la revista New African. El desembre de 2014 es va estrenar el documental Chameleon de Ryan Mullins, sobre la vida i l'obra d'Anas. El desembre de 2015 la revista Foreign Policy va nomenar-lo un dels principals pensadors mundials de l'any.